# WissWB-Hamburg
WissWB-Hamburg ist die Datenbank der Hamburger Hochschulen für Weiterbildung und berufsbegleitendes Studium. Sie wird von der Behörde für Wissenschaft, Forschung und Gleichstellung gefördert und von der Universität Hamburg getragen. Ziel ist die Stärkung der Hochschulweiterbildung Hamburgs.
Die staatlich anerkannten Hochschulen stellen hier ihre Weiterbildungsstudiengänge, -kurse und -seminare sowie Pressemeldungen und Veranstaltungen ein. Das Portal wird von der Arbeitsstelle für wissenschaftliche Weiterbildung, einer zentralen Einrichtung der Universität Hamburg, betreut und koordiniert.

## Inhalte
Den Nutzern soll WissWB-Hamburg die Suche nach Weiterbildungsangeboten an den Hamburger Hochschulen ermöglichen. Zudem werden sie mit weiteren Informationen versorgt, die für eine Teilnahmeentscheidung von Bedeutung sein können: den Profilen der anbietenden Einrichtungen, gesetzlichen Rahmenbedingungen, finanziellen Fördermöglichkeiten.
Die beteiligten Einrichtungen und alle Angebote unterliegen dem Primat der Hochschule, d. h. die Weiterbildungsseminare und Studiengänge sind inhaltlich und didaktisch-methodisch auf Hochschulniveau und die Lehrenden unterliegen den gleichen Qualitätsanforderungen wie Lehrende im ausbildenden Studium.
Das Angebot auf dem WissWB Hamburg-Portal besteht aus folgenden Themenblöcken:
- Bauwesen + Architektur (Bauingenieurwesen, Immobilien)
- Bildung + Lehre + Erziehung (Pädagogik, Train the Trainer, Lerntherapie, Interkulturelle Bildung)
- BWL + Management + Führung (Finanzen, Projektmanagement, Qualitätsmanagement, Sozialökonomie)
- Geisteswissenschaften (Geschichte, Religion, Ethik)
- Gesundheitswesen + Pflege (Sozialmanagement, Public Health Management, Sozialpsychiatrie, Altenpflege, Behindertenhilfe)
- Informatik + Internet (IT-Sicherheit, Suchmaschinenoptimierung, Wirtschaftsinformatik)
- Ingenieurwissenschaften (Energietechnik, Erneuerbare Energien, Mechatronik, Wirtschaftsinformatik, Wirtschaftsingenieur)
- Kunst + Kulturwissenschaften (Bildende Kunst, Interkulturelle Bildung, Kulturmanagement)
- Logistik + Verkehr + Touristik (Logistikmanagement, Tourismuswirtschaft)
- Marketing + PR + Medien + Design (Marketing Management, Publizistik, Grafik-Design, Werbung, Medienmanagement)
- Mathematik + Naturwissenschaften (Biotechnologie, Umwelt, Nachhaltigkeit)
- Personal + Mitarbeiterführung (Personalpsychologie, Human Resources, Personal- und Organisationsentwicklung)
- Psychologie + Beratung (Wirtschaftspsychologie, Mediation, Coaching, Familienberatung)
- Recht + Steuern (Wirtschaftsrecht, International Taxation, Arbeitsrecht, Vertragsrecht)
- Sozialarbeit + Sozialpädagogik (Frühkindliche Erziehung, Jugendbildung, Sozialmanagement, Seniorenarbeit)
- Sprachen + Sprachvermittlung (Dolmetschen, Übersetzen, Gebärdensprache)

## Hochschulen
Folgende Hamburger Hochschulen kooperieren mit WissWB-Hamburg (Stand Januar 2017):
- Akademie der Polizei Hamburg
- DIPLOMA – FH Nordhessen, Studienzentrum Hamburg
- EBC Hochschule
- Evangelische Hochschule für Soziale Arbeit & Diakonie
- HafenCity Universität Hamburg – Universität für Baukunst und Metropolenentwicklung
- Helmut-Schmidt-Universität/Universität der Bundeswehr Hamburg
- HFH Hamburger Fern-Hochschule
- Hochschule für Angewandte Wissenschaften Hamburg
- Hochschule für bildende Künste
- Hochschule für Musik und Theater Hamburg
- Kühne Logistics University – Wissenschaftliche Hochschule für Logistik und Unternehmensführung
- MSH Medical School Hamburg – University of Applied Sciences and Medical University
- Technische Universität Hamburg
- Universität Hamburg

## Entwicklung

### Projektphase: 2004 bis 2006
Das Portal entstand im Rahmen des Modellvorhabens „Verbundprojekte Wissenschaftliche Weiterbildung“ der früheren Bund-Länder-Kommission für Bildungsplanung und Forschungsförderung (BLK), zunächst unter dem Namen WissWB-Portal. Unter der Federführung der Arbeitsstelle für wissenschaftliche Weiterbildung der Universität Hamburg sollte ein Portal entwickelt werden, das an universitärerer Weiterbildung interessierten Nutzerinnen und Nutzern deutschlandweit die komfortable Suche nach passenden Angeboten der wissenschaftlichen Weiterbildung ermöglicht. Das WissWB-Portal war Deutschlands einzige überregionale Datenbank, die sich auf die Weiterbildungsangebote von Hochschulen spezialisiert hatte. Im November 2004 wurden die Seiten erstmals freigeschaltet.
Die ideelle Trägerschaft lag bei der Deutschen Gesellschaft für wissenschaftliche Weiterbildung und Fernstudium (DGWF), die auch an allen wesentlichen strukturellen Entscheidungen beteiligt war.

### Überregionales Portal unter der Trägerschaft der DGWF: 2007 bis 2013
Mit Ablauf der Projektphase im Dezember 2006 übernahm die Deutsche Gesellschaft für wissenschaftliche Weiterbildung und Fernstudium (DGWF) die neutrale Trägerschaft und damit die Verantwortung. Organisation und Hosting des WissWB-Portals lagen bei der Arbeitsstelle für wissenschaftliche Weiterbildung. Das WissWB-Portal war deutschlandweit ausgerichtet und wurde aus den Beiträgen der kooperierenden Hochschulen finanziert.
2010 beteiligte sich zudem die Behörde für Wissenschaft, Forschung und Gleichstellung der Freien und Hansestadt Hamburg. Im Rahmen eines Relaunches unterstützte sie die Entwicklung eines Regionalportals WissWB-Hamburg, das zunächst parallel zu dem bestehenden deutschlandweiten Portal geführt wurde und dessen Datenbestand nutzte.

### Hamburger Portal für wissenschaftliche Weiterbildung: seit 2014
Nach dem Rückzug der DGWF aus dem WissWB-Portal zum 31. Dezember 2013 setzte sich die Behörde für Wissenschaft, Forschung und Gleichstellung dafür ein, das Portal als Hamburger Portal für wissenschaftliche Weiterbildung und berufsbegleitendes Studium weiterzuführen. Dies wurde für eine inhaltliche Neuausrichtung genutzt. Das Portal sollte den Hamburger Hochschulen als gemeinsames Forum dienen und die Information und Beratung über Hochschulweiterbildung in Hamburg fördern. Die Universität Hamburg übernahm die Trägerschaft des Portals. Unter dem neuen Namen WissWB-Hamburg sind alle staatlichen Hamburger Hochschulen mit Kontakt- und Profilinformationen vertreten sowie staatlich anerkannte Hochschulen unter privater Trägerschaft (auf freiwilliger Basis).
Für die staatlichen Hochschulen ist die Kooperation mit WissWB-Hamburg kostenlos. Den staatlich anerkannten, privaten Hochschulen steht das Portal gegen eine geringe Kostenbeteiligung zur Verfügung.